# Zilupes novads
Zilupes novads was tussen 2002 en medio 2021 de oostelijkste gemeente van Letland, die behoorde tot het landsdeel Letgallen. De hoofdplaats was Zilupe.
De gemeente ontstond in 2002 uit de samenvoeging van de stad Zilupe en de landelijke gemeente Zaļesje. In 2009 werden bij een herindeling de landelijke gemeenten Lauderi en Pasiene eraan toegevoegd.
In juli 2021 ging Zilupes novads, samen met de gemeenten Ciblas novads en Kārsavas novads en de bestaande gemeente Ludzas novads, op in de nieuwe gemeente Ludzas novads.

## Etnische samenstelling
Op 1 januari 2010 was de etnische samenstelling van de gemeente als volgt:
| Etnische groep | Aantal | %       |
| -------------- | ------ | ------- |
| Russen         | 2014   | 54,23 % |
| Letten         | 879    | 23,67 % |
| Wit-Russen     | 605    | 16,23 % |
| Polen          | 88     | 2,37 %  |
| Oekraïners     | 61     | 1,64 %  |
| Anders         | 68     | 1,83 %  |

Steden van de Republiek (republikas pilsētas):

Daugavpils · Jēkabpils · Jelgava · Jūrmala · Liepāja · Rēzekne · Riga · Valmiera · Ventspils

Gemeenten (novadi):

Aglona · Aizkraukle · Aizpute · Aknīste · Aloja · Alsunga · Alūksne · Amata · Ape · Auce · Ādaži · Babīte · Baldone · Baltinava · Balvi · Bauska · Beverīna · Brocēni · Burtnieki · Carnikava · Cēsis · Cesvaine · Cibla · Dagda · Daugavpils · Dobele · Dundaga · Durbe · Engure · Ērgļi · Garkalne · Grobiņa · Gulbene · Iecava · Ikšķile · Inčukalns · Ilūkste · Jaunjelgava · Jaunpiebalga · Jaunpils · Jēkabpils · Jelgava · Kandava · Kārsava · Kocēni · Koknese · Krāslava · Krimulda · Krustpils · Kuldīga · Ķegums · Ķekava · Lielvārde · Līgatne · Limbaži · Līvāni · Lubāna · Ludza · Madona · Mālpils · Mārupe · Mazsalaca · Mērsrags · Naukšēnu · Nereta · Nīca · Ogre · Olaine · Ozolnieki · Pārgauja · Pāvilosta · Pļaviņas · Preiļi · Priekule · Priekuļi · Rauna · Rēzekne · Riebiņi · Roja · Ropaži · Rucava · Rugāji · Rundāle · Rūjiena · Salacgrīva · Sala · Salaspils · Saldus · Saulkrasti · Sēja · Sigulda · Skrīveri · Skrunda · Smiltene · Stopiņi · Strenči · Talsi · Tērvete · Tukums · Vaiņode · Valka · Varakļāni · Vārkava · Vecpiebalga · Vecumnieki · Ventspils · Viesīte · Viļaka · Viļāni · Zilupe